# العلاقات الأمريكية الكازاخستانية
العلاقات الأمريكية الكازاخستانية هي العلاقات الثنائية التي تجمع بين الولايات المتحدة وكازاخستان.

## مقارنة بين البلدين
هذه مقارنة عامة ومرجعية للدولتين:
| وجه المقارنة                                              | الولايات المتحدة                                                                                                  | كازاخستان                      |
| --------------------------------------------------------- | --- | ------------------------------ |
| المساحة (كم2)                                             | 9.83 مليون | 2.72 مليون                     |
| عدد السكان (نسمة)                                         | 311.58 مليون | 17.95 مليون                    |
| الكثافة السكانية (ن./كم²)                                 | 31.7 | 6.6                            |
| العاصمة                                                   | واشنطن العاصمة | نور سلطان                      |
| اللغة الرسمية                                             | لغة إنجليزية | اللغة القازاقية، اللغة الروسية |
| العملة                                                    | دولار أمريكي | تينغ كازاخستاني                |
| الناتج المحلي الإجمالي (بليون دولار)                      | 19.39 تريليون | 159.41 مليار                   |
| الناتج المحلي الإجمالي (تعادل القوة الشرائية) بليون دولار | 18.04 تريليون | 439.39 مليار                   |
| الناتج المحلي الإجمالي الاسمي للفرد دولار أمريكي          | 56.12 ألف | 10.51 ألف                      |
| الناتج المحلي الإجمالي للفرد دولار أمريكي                 | 54.63 ألف | 24.23 ألف                      |
| مؤشر التنمية البشرية                                      | 0.920 | 0.788                          |
| رمز المكالمات الدولي                                      | +1 | +7                             |
| رمز الإنترنت                                              | .us، حكومة، .mil، Edu.                                                                                            | .kz، .қаз ‏                     |
| المنطقة الزمنية                                           | توقيت ساموا الأمريكية، توقيت أطلنطي موحد، منطقة زمنية وسطى، توقيت ألاسكا ‏، المنطقة الزمنية الجبلية، توقيت تشامرو ‏ | ت ع م+05:00، ت ع م+06:00       |

## مدن متوأمة
في ما يلي قائمة باتفاقيات التوأمة بين مدن أمريكية وكازاخستانية:
- ترتبط أرفادا مع كيزيلوردا باتفاقية توأمة.
- ترتبط فريسنو مع طراز باتفاقية توأمة.
- ترتبط بيتسبرغ مع نور سلطان باتفاقية توأمة.
- ترتبط وكيشا مع كوكشيتو باتفاقية توأمة.
- ترتبط توسان مع ألماتي باتفاقية توأمة.

## منظمات دولية مشتركة
يشترك البلدان في عضوية مجموعة من المنظمات الدولية، منها:
| علم المنظمة | اسم المنظمة                               | تاريخ انضمام الولايات المتحدة | تاريخ انضمام كازاخستان |
| ----------- | ----------------------------------------- | ----------------------------- | ---------------------- |
|             | وكالة ضمان الاستثمار متعدد الأطراف        | 12 أبريل 1988                 | 12 أغسطس 1993          |
|             | منظمة الأمن والتعاون في أوروبا            | 25 يونيو 1973                 | 30 يناير 1992          |
|             | الاتحاد الدولي للاتصالات                  | 1 يوليو 1908                  | 23 فبراير 1993         |
|             | يونسكو                                    | 4 نوفمبر 1946                 | 22 مايو 1992           |
|             | مجموعة الموردين النوويين                  | ?                             | ?                      |
|             | الأمم المتحدة                             | 24 أكتوبر 1945                | 2 مارس 1992            |
|             | بنك التنمية الآسيوي                       | 1966                          | 1994                   |
|             | المركز الدولي لتسوية المنازعات الاستشارية | 14 أكتوبر 1966                | 21 أكتوبر 2000         |
|             | البنك الدولي للإنشاء والتعمير             | 27 ديسمبر 1945                | 23 يوليو 1992          |
|             | مؤسسة التمويل الدولية                     | 20 يوليو 1956                 | 30 سبتمبر 1993         |
|             | منظمة الشرطة الجنائية الدولية             | ?                             | ?                      |
|             | مؤسسة التنمية الدولية                     | 24 سبتمبر 1960                | 23 يوليو 1992          |
|             | الاتحاد البريدي العالمي                   | ?                             | ?                      |
|             | منظمة حظر الأسلحة الكيميائية              | ?                             | ?                      |
|             | الفريق المعني برصد الأرض                  | ?                             | ?                      |

## أعلام
هذه قائمة لبعض الشخصيات التي تربطها علاقات بالبلدين:
- إيرلان إدريسوف (سياسي كازاخستاني، 28 أبريل 1959 – )
- يرزان كازيخانوف (21 أغسطس 1964 – )

## وصلات خارجية
- موقع وزارة الخارجية الأمريكية
- موقع وزارة الخارجية الكازاخستانية